# South Ribble
South Ribble ist ein Verwaltungsbezirk mit dem Status eines Borough in der Grafschaft Lancashire in England. Verwaltungssitz ist die Stadt Leyland; weitere bedeutende Orte sind Bamber Bridge, Lostock Hall, Penwortham und Walton-le-Dale.
Der Bezirk wurde am 1. April 1974 gebildet und entstand aus der Fusion der Urban Districts Leyland und Walton-le-Dale sowie Teilen des Rural District Preston.

## Parishes
Weitere Parishes sind:
1. Cuerdale
2. Farington
3. Hutton
4. Little Hoole
5. Longton
6. Much Hoole
7. Samlesbury